# 代澤
代澤（日语：／ Daizawa */?）是東京都世田谷區的町名。現行行政地名為代澤一丁目至五丁目。郵遞區號為155-0032。

## 地理
位於東京都世田谷區東部，北鄰北澤，西接代田，南連太子堂、三宿、池尻，東通目黑區駒場。
地形方面，此地有較高的台地與北澤川周邊的低地，地勢起伏較複雑（四丁目大致為平坦低地）。
一丁目與駒場的連結性強；二丁目有池之上站（京王井之頭線）、同站商店街與下北澤站（小田急線、京王井之頭線，位於北澤）商店街；三丁目、五丁目有北澤八幡宮、森巖寺、淡島神社分社，是下北澤的舊中心；四丁目與代田、太子堂連結性強。二丁目、三丁目是佐藤榮作、竹下登宅邸所在，可感受到高級住宅區的氛圍。
另外，地方（東京6區）選出的日本眾議院議員石井紘基的自宅與刺殺地點位在一丁目。
一丁目、四丁目多住宅用地。二丁目、三丁目、五丁目屬下北澤的一部分。

## 歷史
原為東京府（武藏國）荏原郡下北澤村、代田村一部分。15～16世紀左右，北澤川周邊等兩村進行開墾，形成聚落。明治時代以後與世田谷村合併，後陸續編入東京市、世田谷區，逐漸住宅區化。1964年（昭和39年）實施住居表示，舊北澤一部分與代田飛地下代田等整合成立為現行的代澤。

### 地名由來
為代田與下北澤的合成地名。代澤最早出現在1898年（明治31年）開校的荏原小學校代澤分教場（現在的代澤小學校），1964年實施住居表示時已成為此地地名。

## 備註
1. ↑  平成25年（2013年）の世田谷区の町丁別人口と世帯数 - 世田谷区

## 外部連結
- 池之上商榮會